# Franz Kafka Museum
Het Franz Kafka Museum is een relatief klein museum in Praag, Tsjechië. Het is gewijd aan de uit Bohemen afkomstige schrijver Franz Kafka, die in 1883 in deze stad werd geboren.

## Geschiedenis
Het museum is ontstaan uit een tentoonstelling die eerst in 1999 in Barcelona werd gehouden en daarna, in jaren 2002-2003, in het Jewish Museum van New York te zien was. Nadat er particuliere financiering was verstrekt, werd de tentoonstelling in 2005 verplaatst naar Praag. Daar wordt het sindsdien tentoongesteld in de voormalige steenfabriek van Franz Herget aan de oevers van de rivier de Moldau, aan de voet van de Praagse burcht.

## Concept
Het museum vertelt het verhaal van Kafka door middel van brieven, dagboeken en foto's uit zijn privécollectie, plus 3D-installaties en beeldfragmenten. Onder meer de correspondentie tussen Kafka en Milena Jesenská is te zien.
Er zijn twee vaste tentoonstellingen. De ene tentoonstelling gaat over hoe de stad Kafka en zijn werk beïnvloedde, de andere gaat over de indirecte manier waarop de schrijver Praag in zijn werken beschreef. Hiermee toont het museum niet alleen de gedachtenwereld van de schrijver, maar ook het Praag van zijn tijd en dus hoe zijn leefomgeving eruitzag.
De inrichting van het museum doet sterk denken aan de werken van Kafka. Het is een donkere ruimte met veel special effects, zoals een rood verlichte trap waar geen einde aan lijkt te komen en huiveringwekkende geluiden waardoor de bezoeker zich in een mysterieuze omgeving bevindt. Deze effecten zijn geïnspireerd op Kafka's boeken.
Voor de ingang van het museum staat het opvallende kunstwerk Piss van David Černý. Deze installatie toont twee plassende mannen. De kleine vijver waar deze mannen in staan heeft de vorm van Tsjechië.

## Galerij

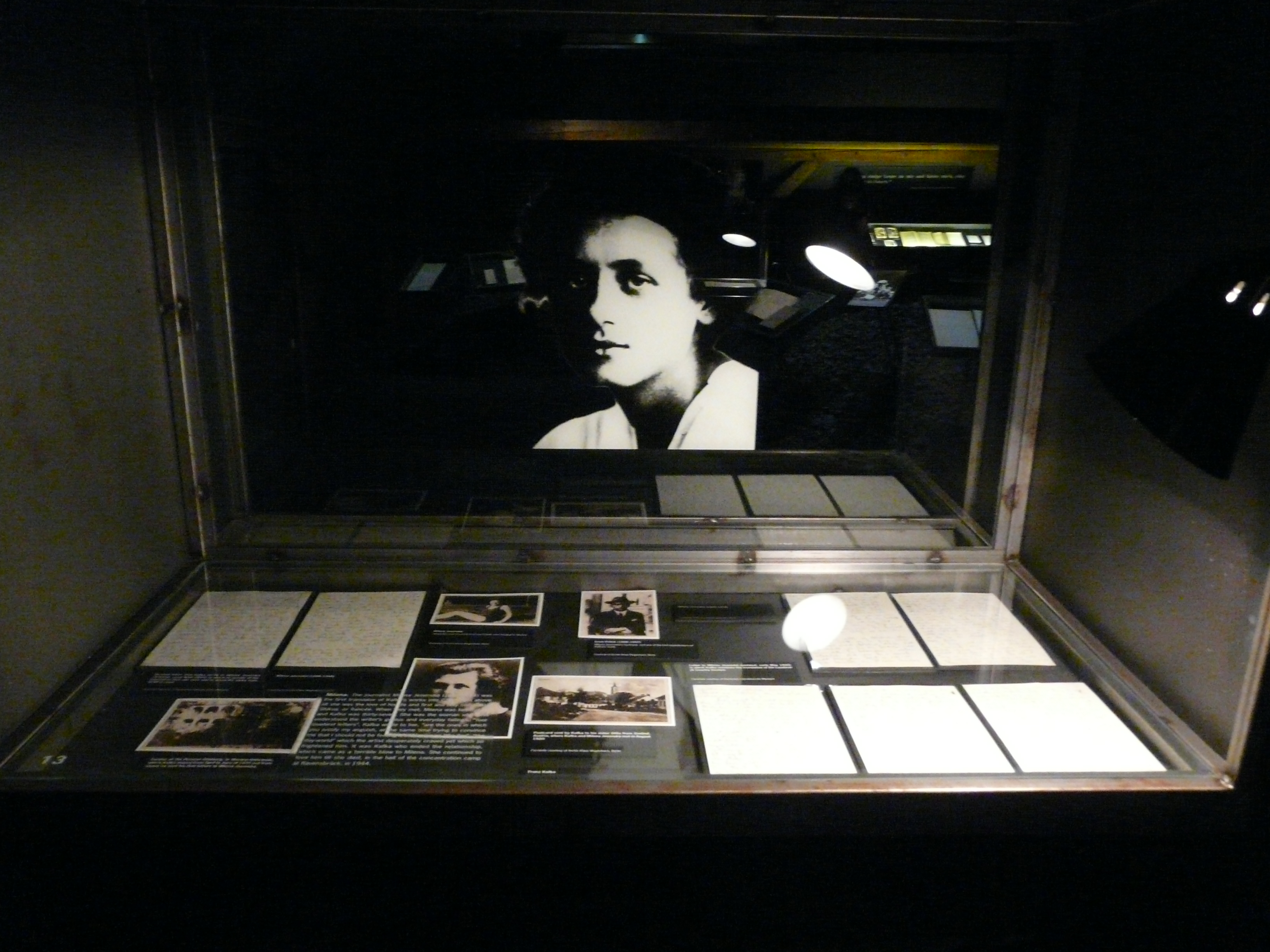
De correspondentie tussen Franz Kafka en Milena Jesenská.
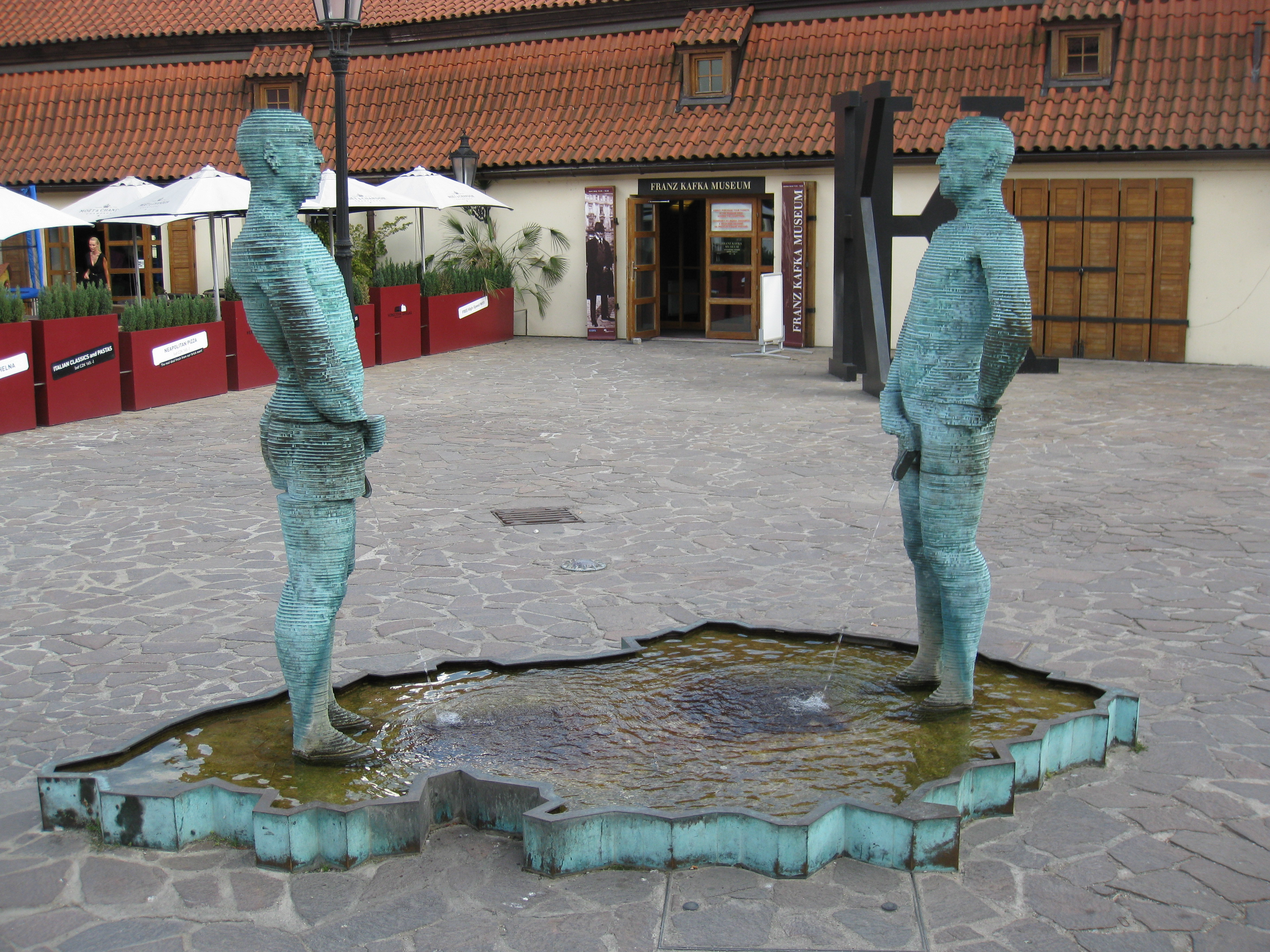
Het kunstwerk Piss van David Černý.